# سرنا (فیلم ۲۰۱۴)
سِرِنا (انگلیسی: Serena) یک فیلم آمریکایی، فرانسوی، چکی در سبک درام به کارگردانی سوزان بیر است که در سال ۲۰۱۴ منتشر شد. این فیلم در گیشه شکست سنگینی خورد.

## موضوع فیلم
داستان فیلم در دوران رکود اقتصادی آمریکا در دهه ۱۹۳۰ روی می‌دهد. جرج پمبرتن (بردلی کوپر) همراه سرنا (جنیفر لارنس)، همسر جوان خود که تازه با او ازدواج کرده به کارولینای شمالی می‌رود تا یک امپراتوری الوار راه بیندازد. حاکمیت موفق و بی رحمانه آنها در کوهستان زمانی پیچیده می‌شود که سرنا پی می‌برد نمی‌تواند بچه دار شود

## بازیگران
- جنیفر لارنس
- بردلی کوپر
- ریس آیفنز
- سام رید
- شان هریس
- توبی جونز
- هلنا دووژاکووا
- آنا اولارو